# Pseudophanerotoma thapsina
Pseudophanerotoma thapsina är en stekelart som först beskrevs av Walley 1951.  Pseudophanerotoma thapsina ingår i släktet Pseudophanerotoma och familjen bracksteklar. Inga underarter finns listade i Catalogue of Life.